# Opistophthalmus longicauda
Espèce
Opistophthalmus longicauda est une espèce de scorpions de la famille des Scorpionidae.

## Distribution
Cette espèce est endémique du Cap-du-Nord en Afrique du Sud.

## Description

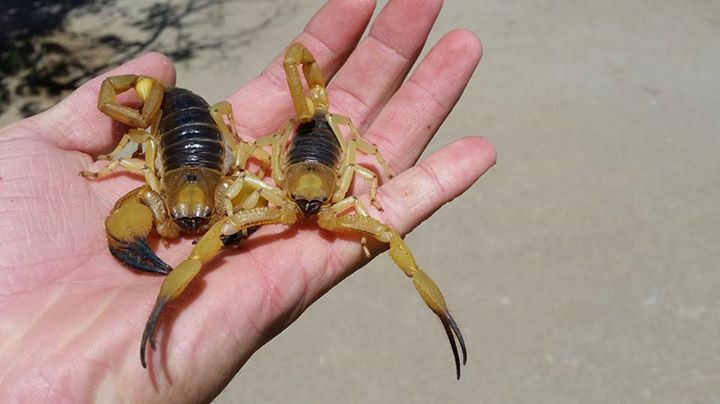
Opistophthalmus longicauda

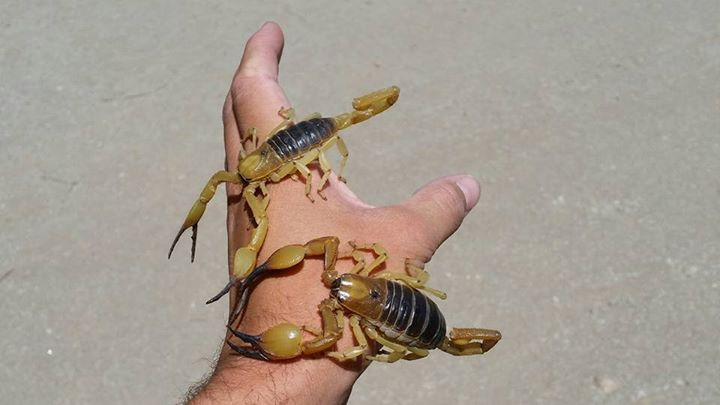
Opistophthalmus longicauda

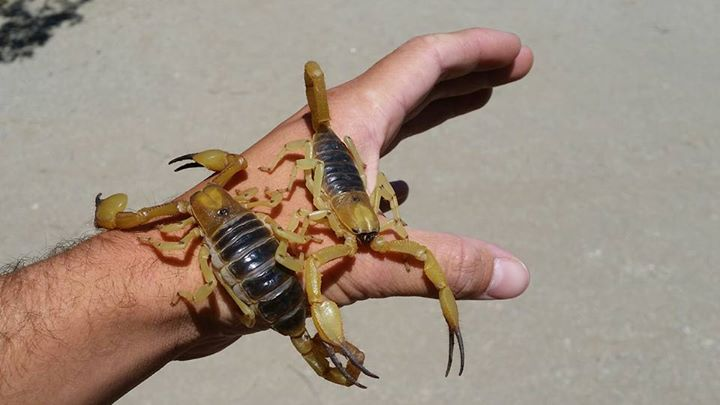
Opistophthalmus longicauda

Le mâle syntype mesure 104 mm et la femelle syntype 120 mm.

## Publication originale
- Purcell, 1899 : On the species of Opisthophthalmus in the collection of the South African Museum, with descriptions of some new forms. Annals of the South African Museum, vol. 1, p. 131–180 (texte intégral).